# High Level
High Level is een plaats (town) in de Canadese provincie Alberta en telt 3887 inwoners (2006).